# Instituto de Investigaciones Históricas (UAT)
El Instituto de Investigaciones Históricas (IIH) es una entidad académica de la Universidad Autónoma de Tamaulipas, fundada en 1963. Su misión es generar y difundir el conocimiento histórico de la entidad, mediante la realización de proyectos de investigación innovadores, el rescate y la conservación de documentos y archivos históricos, y la organización de cursos, talleres y diplomados de Historia.
El Instituto cuenta con investigadores internos y externos, que utilizan fuentes primarias y secundarias especializadas y metodologías contemporáneas del conocimiento historiográfico. Sus obras resultantes se publican en diversos formatos y medios. El Instituto colabora con las instancias oficiales estatales y municipales que resguardan el patrimonio histórico de Tamaulipas, bajo acuerdos o convenios de colaboración académica. El Instituto tiene como objetivo futuro ofrecer programas de posgrado en Historia.

## Historia

### Centro de Investigaciones Históricas y Museo de Arqueología e Historia
El Instituto de Investigaciones Históricas de la Universidad Autónoma de Tamaulipas fue fundado el 15 de junio de 1963, por acuerdo unánime de la Asamblea General Universitaria de la Universidad Autónoma de Tamaulipas (UAT). Su origen se remonta a 1962, cuando el entonces gobernador del estado, Norberto Treviño Zapata, emitió el decreto 209 que transfería el Museo de Arqueología e Historia a la UAT.
El Museo de Arqueología e Historia fue creado en 1958, como parte del plan cultural impulsado por el gobernador Norberto Treviño Zapata, con el objetivo de promover la identidad y la cultura de Tamaulipas. El museo contaba con un Centro de Investigaciones Históricas, que se dedicaba a publicar y preservar la historia del estado. Estas iniciativas fueron valoradas por la rectoría de la UAT, que propuso a la Asamblea General Universitaria la creación del Instituto de Investigaciones Históricas (UAT) en 1963, con el fin de fortalecer las funciones universitarias de investigación científica y extensión cultural en el campo de la historia regional, nacional e internacional. El Centro de Investigaciones Históricas y sus colecciones pasaron a formar parte del nuevo Instituto de Investigaciones Históricas, que se encargaría de realizar investigaciones científicas y actividades culturales relacionadas con la historia regional, nacional e internacional.

### Instituto de Investigaciones Históricas
El Instituto de Investigaciones Históricas se convertiría en la instancia más antigua en el campo de la investigación con la que cuenta la UAT.
En 2003, durante la administración estatal de Tomás Yarrington Ruvalcaba, la Universidad cedió al Museo Regional de Historia de Tamaulipas las colecciones museográficas que había reunido desde su creación, con el propósito de integrar y difundir el patrimonio cultural y educativo del estado. Actualmente, el Museo de Arqueología, Antropología e Historia de la Universidad Autónoma de Tamaulipas se exhibe en el antiguo asilo Vicentino, que ahora funciona como Espacio Cultural Vicentino.

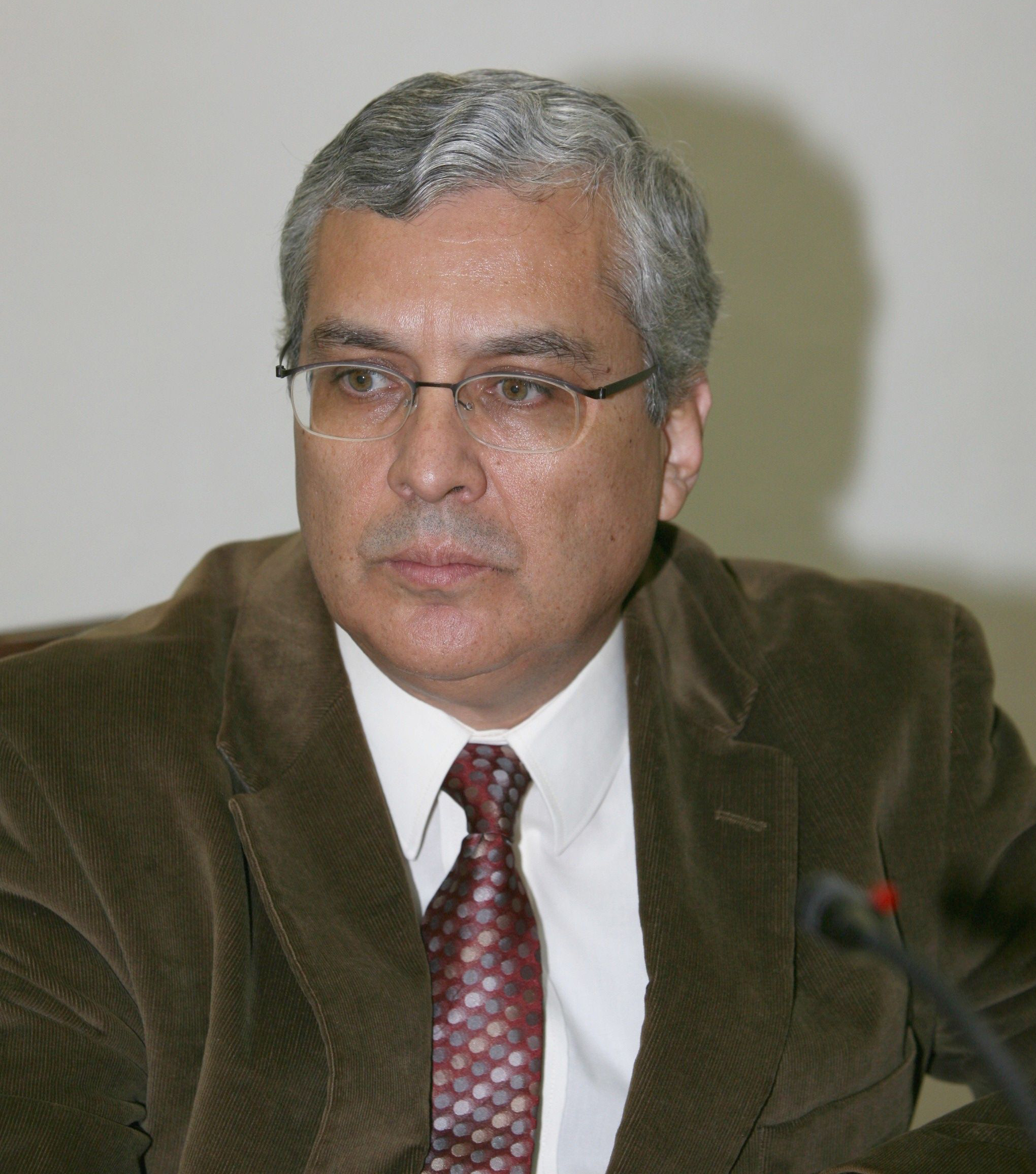
Octavio Herrera Pérez, actual director del Instituto de Investigaciones Históricas (2021-)

Desde 2021, su dirección se encuentra a cargo bajo el Dr. Octavio Herrera Pérez, historiador, investigador, catedrático y académico mexicano.

## Lista de directores
| Director(a)                          | Período          |
| ------------------------------------ | ---------------- |
| Profr. Raúl García García            | 1963-1964        |
| Lic. Ciro R. de la Garza Treviño     | 1964-1973        |
| Lic. Juan Fidel Zorrilla Zorrilla    | 1974-1994        |
| Dr. Pedro G. Zorrilla Martínez       | 1995-1999        |
| Dra. Ma. del Carmen Olivares Arriaga | 2000-2003        |
| Lic. Laura Hernández Montemayor      | 2003-2021        |
| Dr. Octavio Herrera Pérez            | 2021-actualmente |

## Objetivos
El objetivo del Instituto es preservar y difundir el patrimonio cultural e histórico de Tamaulipas, mediante el cuidado y la restauración de colecciones de libros y documentos, y la realización de proyectos y programas que divulguen el conocimiento histórico.

## Funciones
El Instituto realiza diversas actividades para generar y difundir el saber histórico, tales como conferencias, presentaciones de libros, exposiciones, coloquios, simposios y congresos, que conmemoran fechas históricas, presentan nuevas obras historiográficas y responden a invitaciones académicas externas.
También promueve el patrimonio cultural e histórico de la Universidad, mediante la custodia y conservación de acervos bibliográficos y documentales, el desarrollo de proyectos y programas que permitan la difusión del conocimiento inherente, y la vinculación con el Museo Regional de Historia de Tamaulipas, donde se exhiben piezas arqueológicas e históricas de la Universidad.
Asimismo, el Instituto brinda asesoría a las instancias oficiales gubernamentales y a la iniciativa privada en el campo del conocimiento histórico, y establece convenios institucionales con otras entidades académicas para realizar proyectos conjuntos. El Instituto se rige por un Reglamento Interno, conforme a las disposiciones de la Universidad, y participa en los eventos académicos, cívicos, históricos o culturales que se realizan en la ciudad y fuera de ella.

### Coordinación administrativa
El área de coordinación administrativa del instituto tiene como funciones principales: verificar el cumplimiento de actividades del personal, conforme a la reglamentación establecida; gestionar, administrar e integrar la documentación comprobatoria de los recursos financieros asignados al área en el cumplimiento de la normatividad aplicable; revisar y actualizar la documentación de los procesos definidos en el instituto en cumplimiento con las auditorías bajo la norma ISO 9001:2015; y verificar y controlar el inventario del área de librería de la producción editorial del instituto de acuerdo a las listas de adquisiciones, donaciones y ventas. Estas funciones contribuyen al buen funcionamiento y desarrollo del instituto y sus proyectos.

## Actividades

### Revista Septentrión
Septentrión es una revista académica de historia, editada por el Instituto de Investigaciones Históricas de la Universidad Autónoma de Tamaulipas. Su enfoque principal es el estudio del pasado del noreste de México, desde la época prehispánica hasta el siglo XX, pero también acepta colaboraciones sobre otros temas de la historia de México y América, relacionados con el antiguo imperio español. Su propósito es promover el diálogo y el debate académico entre los investigadores de esta región, y difundir sus aportaciones a la comunidad científica. La revista se publica en español, tanto en formato impreso como digital.

### Boletín
El Boletín del Instituto de Investigaciones Históricas es una publicación cuatrimestral de historia, editada por el Instituto de Investigaciones Históricas de la Universidad Autónoma de Tamaulipas. Su objetivo es difundir la historia de Tamaulipas y otros temas relacionados con el pasado de esta entidad, mediante artículos cortos, opiniones o avances de investigación, escritos con un lenguaje claro y accesible. El Boletín busca fomentar la lectura historiográfica y el sentido de pertenencia e identidad entre el público en general.
El Boletín tiene su origen en un panfleto que se creó como parte del proyecto del Museo de Historia y Arqueología de la Universidad Autónoma de Tamaulipas, antes de la fundación del Instituto de Investigaciones Históricas. El Instituto adoptó el panfleto como su medio de divulgación, pero su producción y circulación fue irregular y se interrumpió en 2004. En 2021, el Instituto decidió retomar el proyecto editorial del Boletín, con una nueva imagen y formato.

## Biblioteca Ing. Candelario Reyes Flores
La Biblioteca Ing. Candelario Reyes Flores es una biblioteca especializada en historia de Tamaulipas, fundada en 1964 y perteneciente al Instituto de Investigaciones Históricas de la Universidad Autónoma de Tamaulipas. Su nombre se debe al ingeniero e historiador tamaulipeco Candelario Reyes Flores, quien fue un destacado funcionario público y gestor cultural.
La biblioteca cuenta con un acervo de más de 8,000 títulos y 12,000 volúmenes, distribuidos en diversas colecciones que abarcan temas locales, regionales y nacionales. Entre sus servicios se encuentran el préstamo a domicilio y en sala, la consulta de atlas, diccionarios, enciclopedias y otros materiales de referencia, y el acceso al sistema de búsqueda KOHA, que permite consultar los catálogos bibliográficos de las demás bibliotecas de la universidad. La biblioteca está abierta al público de lunes a viernes, de 8:00 a 17:30 horas, y ofrece oportunidades de estudio para el desarrollo social y cultural de la comunidad académica y el público en general. A la fecha, el acervo de la biblioteca está integrado por las siguientes colecciones: 
- Colección Tamaulipas: Libros que tratan temas del Estado, así como autores tamaulipecos. Con temporalidad de 1951 hasta nuestros días.

- Colección UAT: Libros editados por la Universidad Autónoma de Tamaulipas con temas de todas las especialidades.

- Colección Municipios de Tamaulipas: Libros relacionados con la historia de los 43 municipios del estado.

- Colección Estados de México: Son libros de carácter históricos de las 32 entidades federativas del país.

- Tesis: Tesis de Licenciatura, Maestría y Doctorado. Elaboradas por los estudiantes e investigadores locales y de México.

- Colección de Revistas: Incluye revistas de México, Tamaulipas y de la UAT.

- Colección de Consulta: Acervo compuesto de atlas, diccionarios, enciclopedias, directorios, manuales, etc.

- Colección General: Formada por los libros que no entran en las categorías anteriores.

- Colección Libros Antiguos: Integrados por folletería y obras del siglo XIX. De 1824-1950.

## Fondos documentales
El Instituto cuenta con un acervo documental y hemerográfico que se ha formado a lo largo de los años, mediante donaciones, compras y producción propia. Este acervo se organiza en fondos documentales independientes, que abarcan diferentes aspectos de la historia local, regional y nacional. El instituto ofrece servicios de consulta, investigación, publicación y divulgación a la comunidad académica y al público en general.

## Lista de investigadores
El Instituto, cuenta actualmente con los siguientes investigadores:
- Dr. Benito Antonio Navarro González
- Dra. Clara García Sáenz
- Dr. Fernando Olvera Charles
- Mtra. Mercedes Certucha Llano
- Dr. Oscar Israel Pizaña Grimaldo